# Aplus.fm
Aplus.fm або @Plus Radio — перша білоруська інтернет-радіостанція. 
Вперше вийшла в ефір 12 квітня 2004 року під назвою «Айчына SHOUTcast». На сьогодні у радіостанції 7 окремих потоків: @plus перший, @plus хіп-хоп, @plus рок, @plus релакс, @plus по-русски, @plus deep, @plus біт.

## Історія
У 2006 році радіостанція «Айчына SHOUTcast» змінила назву на зручнішу для вимови «@Plus».
Радіостанція виникла з локального аматорського проекту. У рік заснування були встановлені домовленості з провайдерами «Айчына», «Атлант Телеком» і «Соло», в той момент аудиторія становила 1500 осіб.
Після трьох років в ефірі @plus Radio в Інтернеті слухало близько 15 тисяч осіб. У 2007 році на радіостанції працювало 25 осіб (19 осіб з Білорусі, 4 — з Америки, 2 — з Європи).
Для зворотного зв'язку використовуються SMS, ICQ, Skype і Skype-чат. Слухачі можуть спілкуватися з ведучими програм, в результаті чого програма станції є інтерактивною.
Радіостанція входить до рейтингу сайтів Акавіта серед ЗМІ Білорусі.
Станція надає інформаційну підтримку музичним заходам, а також є партнером WCG Belarus. @plus Radio проводить прямі трансляції з концертів багатьох відомих музикантів та гуртів. Із врахуванням відмінностей денної та вечірньої аудиторій у сітці мовлення станції є певні відмінності у музичних напрямках.

## Формат
@plus Radio не обмежується певним музичним напрямком, тим самим даючи своєму слухачеві різноманітність музики. У той же час всі інші потоки грають тільки певний напрям відповідно до назви: @plus По-русски — російськомовну музику, @plus Hip-Hop — реп-музику, @plus Rock — рок.

## Доступ
Станція доступна у мережі інтернет. Територія, де здійснюється мовлення і ретрансляція, охоплює практично всіх провайдерів Білорусі, а також ряд російських та українських інтернет-провайдерів (у 2007 році ретранслювалась 18 російськими і трьома українськими провайдерами). Доступ до прослуховування безкоштовний. Крім цього, окремі програми транслюються на радіо інших країн, що суттєво збільшує цільову аудиторію проєкту.